# Paweł Kowalewski
Paweł Maciej Kowalewski (ur. 20 września 1958 w Warszawie) – polski artysta, autor instalacji, profesor ASP, założyciel i Prezes Zarządu agencji komunikacji marketingowej Communication Unlimited.

## Życiorys
Jest synem Aleksandra i Zofii z domu Jastrzębskiej. W latach 1978–1983 studiował na Wydziale Malarstwa Akademii Sztuk Pięknych w Warszawie, gdzie uzyskał dyplom z wyróżnieniem pod kierunkiem Stefana Gierowskiego. Należy do założycieli formacji artystycznej Gruppa. Twórczość Kowalewskiego jest zróżnicowana gatunkowo, obejmuje malarstwo na płótnie, papierze, a także rzeźbę i – w ostatnim okresie publicznej działalności – instalacje oraz ready mades. Wszystkie te elementy zawierała już wieloczęściowa i rozbudowana formalnie praca dyplomowa pt. „Sztuka osobista, czyli prywatna” (1983).
W 1985 r. został wykładowcą na Wydziale Wzornictwa Akademii Sztuk Pięknych w Warszawie. W 1992 r. uzyskał stopień doktora, a w 2013 r. Wydział Grafiki Akademii Sztuk Pięknych w Warszawie nadał mu stopień doktora habilitowanego sztuk plastycznych. W tymże roku objął stanowisko profesora ASP. Do 1994 roku wykładał malarstwo, a w 1994 roku rozpoczął zajęcia z budowy marki. Pracę na uczelni zakończył w 2023 r.
Razem z członkami Gruppy organizował radykalne akcje wspólnego malowania i recitale oparte na poetyce absurdu, m.in. w kultowej pracowni Dziekanka na warszawskiej ASP. Sztukę Kowalewskiego określić można jako ekspresyjną, autobiograficzną, czerpiącą z osobistego doświadczenia i kontekstu literackiego. Działalność artysty w latach 80’ była traktowana przez władzę totalitarnego państwa jako sztuka wymykająca się oficjalnemu obiegowi. Cykl „Psalmy”, który powstały na fali inspiracji Psalmami Dawida w tłumaczeniu Czesława Miłosza, został subiektywnie posądzony o bluźnierstwo.
Kowalewski wraz z Gruppą brał udział m.in. w Documenta 8. w Kassel w 1987 roku, na którym prezentowano prace Barbary Kruger i Jospeha Beuysa. Artyści zorganizowali wówczas akcję wspólnego malowania wielkoformatowego płótna pt. „Kuda Gierman”.
Po prezentacji swojego cyklu pt. „Fin de siècle” w warszawskiej galerii Appendix  w 1992 roku, Paweł Kowalewski został zauważony przez galernika Isy Brachota, który reprezentował Romana Opałkę. Jego prace zostały pokazane w galerii Brachot w Brukseli, równolegle z retrospektywą belgijskiego surrealisty Paula Delvaux.
Podczas powodzi we Wrocławiu w 1997 r. część jego obrazów uległa całkowitemu zniszczeniu. Wersja cyfrowa jednego z nich, „Dlaczego jest raczej coś niż nic?” z 1986 roku, stała się w grudniu 2021 r. pierwszym obiektem NFT sprzedanym na polskiej aukcji dzieł sztuki przeprowadzonej na żywo.

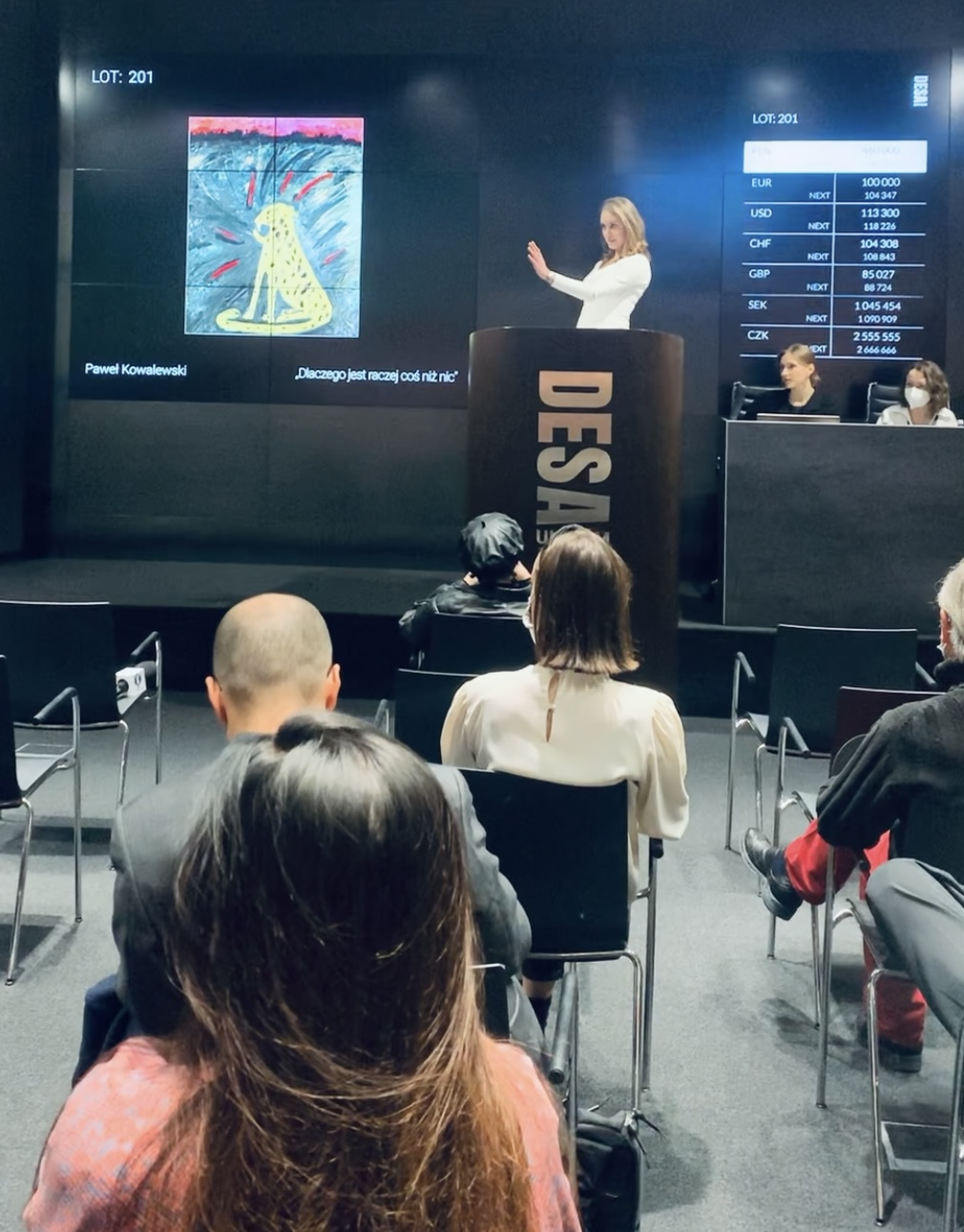
Licytacja pracy NFT Pawła Kowalewskiego pt. "Dlaczego jest raczej coś niż nic?" w domu aukcyjnym DESA Unicum w Warszawie w dniu 2.12.2021.

Wraz z cyklem „Fin de siècle” Kowalewski przerwał na pewien czas pracę z medium malarskim, koncentrując się od tego momentu na pracach o charakterze interdyscyplinarnym i performatywnym. W 2010 roku powstała seria „Forbidden/Nie wolno”, będącą dokumentacją zakazów i nakazów rejestrowanych przez artystę podczas jego podróży. W 2012 roku w galerii Propaganda Kowalewski zaprezentował „Symulator totalitaryzmu” instalację, która przenosiła widza w przestrzenie stanów zagrożenia. W 2015 roku w Izraelu artysta wystawił cykl „Moc i Piękno”. Seria wielkoformatowych, znikających portretów, przedstawiała tak zwane „Polskie Matki” naznaczone traumą wojny i totalitaryzmów.

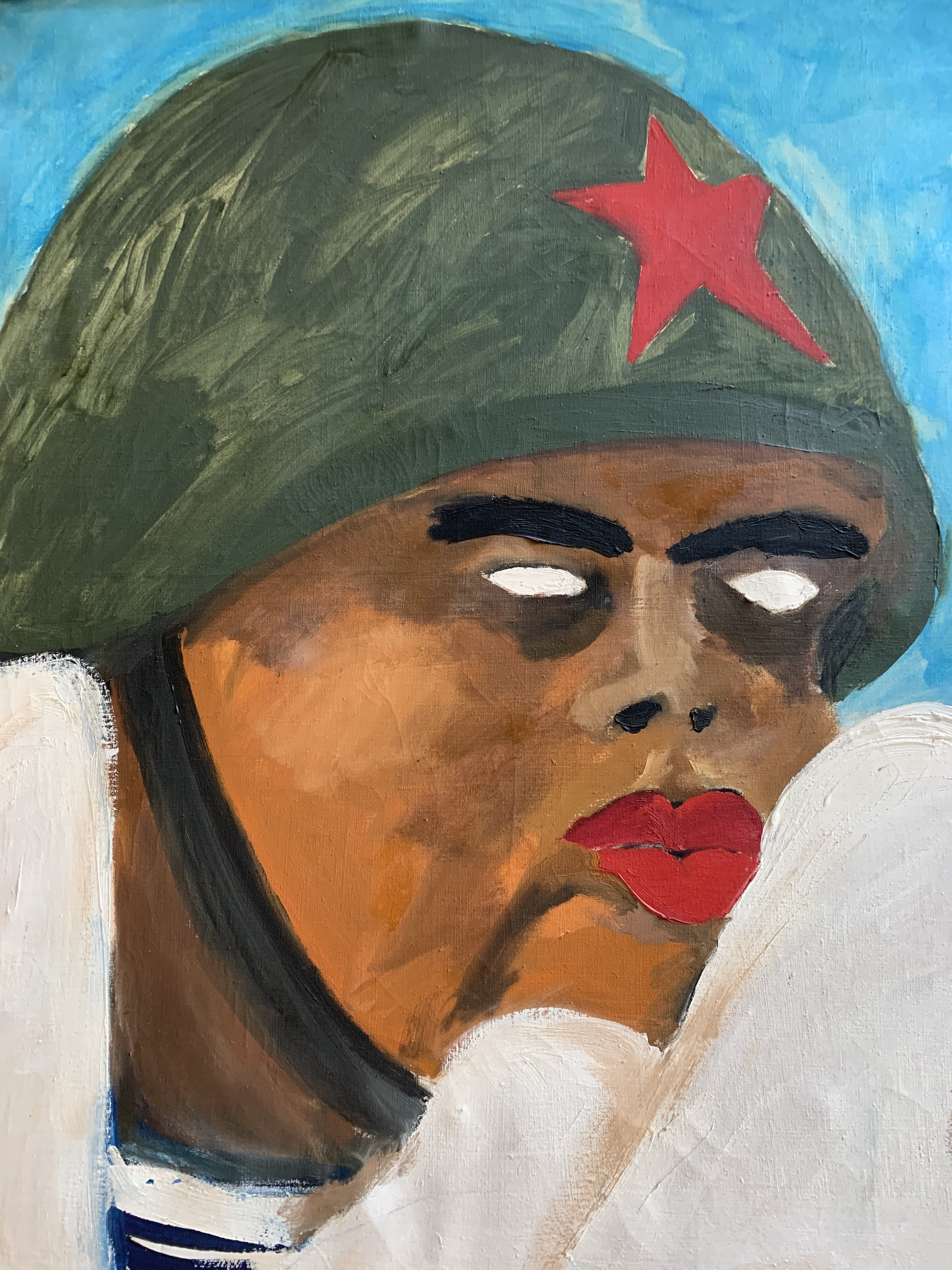
„Mon Cheri Bolscheviq”, 1984, olej na płótnie, 100 × 81 cm, w kolekcji Fundacji Rodziny Staraków

W 2017 roku miał swoją indywidualną wystawę w Muzeum Jerke – pierwszej zagranicznej instytucji w Niemczech poświęconej głównie polskiej sztuce awangardowej. Na projekt „Zeitgeist” składały się rzeźby oraz najbardziej znaczące obrazy z lat 80. Wziął również udział w filmie pt. „Siła Sztuki” zrealizowanym przez Muzeum Jerke i Szkołę Filmową w Łodzi. W 2023 roku miała miejsce premiera pierwszej przekrojowej monografii kolektywu Gruppa wydanej przez Muzeum Jerke. W latach 2019-2024 brał udział w licznych wystawach zbiorowych (m.in. w Zachęcie – Narodowej Galerii Sztuki, Castello di Rivoli Museo d’Arte Contemporanea w Turynie, Muzeum Sztuki Współczesnej w Krakowie MOCAK, NS – Dokumentationszentrum w Monachium).
W 2024 w radomskim MCSW „Elektrownia” odbyła się indywidualna wystawa artysty, prezentująca jego prace stworzone w ciągu ostatnich siedmiu lat - były to zarówno obrazy, jak i instalacje oraz rzeźby, a także prace z użyciem fotografii (w sumie około siedemdziesięciu obiektów). W tym samym roku miejsce miała inna indywidualna wystawa, która odbyła się w Instytucie Polskim w Berlinie i prezentowała stworzony przez Kowalewskiego w 2015 roku cykl znikających pod wpływem kontaktu ze światłem portretów Polek żydowskiego pochodzenia "Strength and Beauty".

## Kolekcje
Dzieła Pawła Kowalewskiego znajdują się w muzeach polskich oraz wielu krajowych i zagranicznych kolekcjach prywatnych. Jego prace zakupiono m.in. do kolekcji: Muzeum Narodowego w Warszawie, Muzeum Narodowego w Krakowie, Zachęty – Narodowej Galerii Sztuki, Muzeum Jerke, Muzeum Okręgowego w Bydgoszczy, Muzeum Górnośląskiego w Bytomiu, Muzeum Sztuki w Łodzi, kolekcji Akademii Sztuk Pięknych w Warszawie, a także Fundacji Sztuki Polskiej ING, Fundacji Rodziny Staraków, Fundacji Benettona, Fundacji Egit.

## Życie zawodowe
W 1991 Paweł Kowalewski założył niezależną agencję komunikacji marketingowej Communication Unlimited, która realizowała m.in. kampanię społeczną „Pij mleko! Będziesz wielki”. Zarządu IAA Global.Od 2009 Kowalewski jest także wiceprezesem zarządu Międzynarodowego Stowarzyszenia Reklamy (IAA) odpowiedzialnym za globalny rozwój stowarzyszenia. Jest współzałożycielem i członkiem Rady Nadzorczej polskiego oddziału Międzynarodowego Stowarzyszenia Reklamy IAA. Czterokrotnie wybierany był na Prezesa Stowarzyszenia, trzykrotnie pełnił funkcję Przewodniczącego Rady Nadzorczej IAA Polska. Członek Rady Nadzorczej IAA Polska w poprzednich kadencjach. Jest jedynym Polakiem w strukturach.

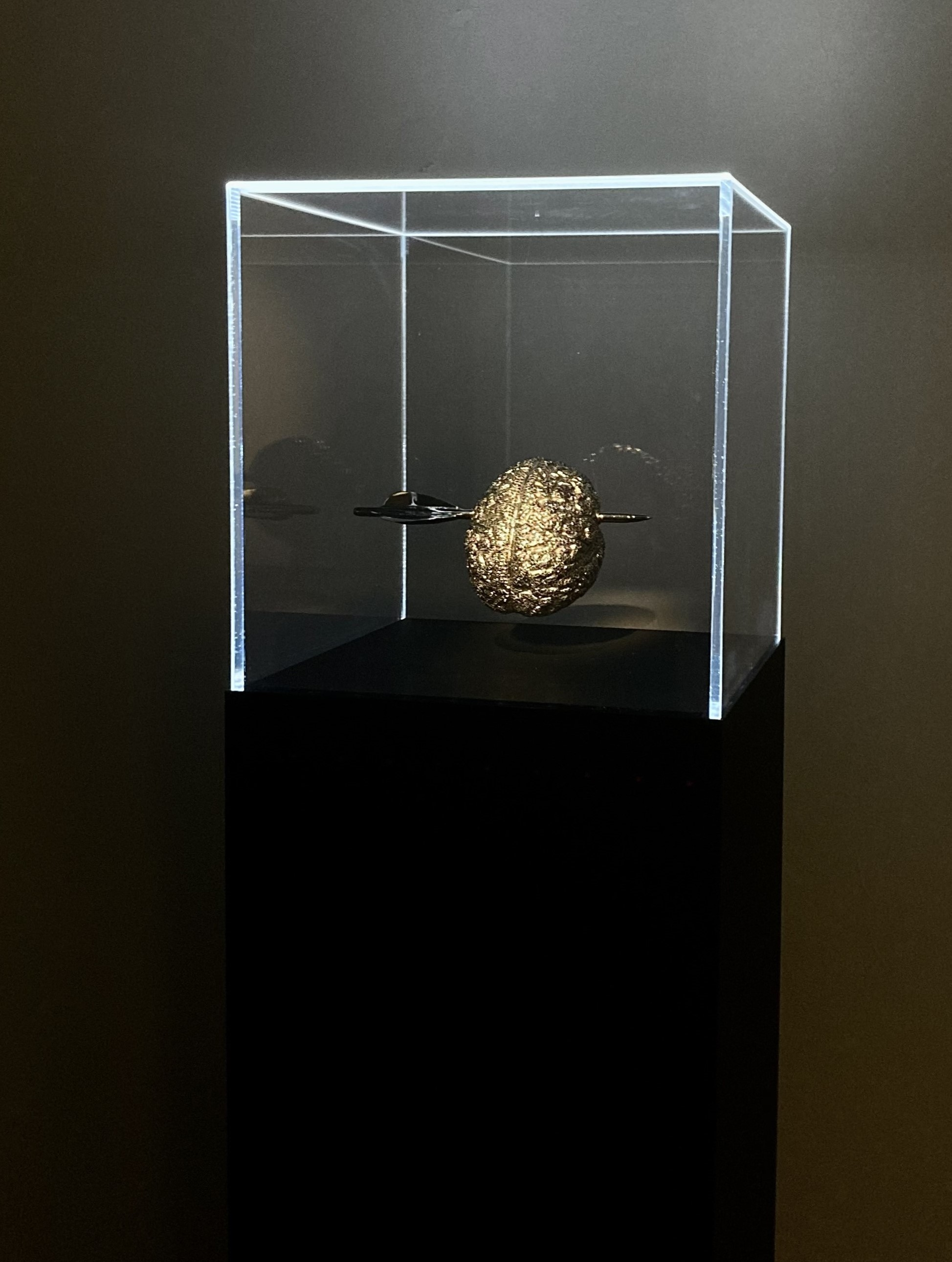
Instalacja Pawła Kowalewskiego, pt. Porgarda rozumu (2023; srebro sterling inkrustowane szafirami; 29 x 16 x 10,5 cm) pokazywana na wystawie "Porażka rozumu" w MCSW "Elektrownia" w Radomiu (2024)

## Wystawy indywidualne
- 1984 – Biada, pracownia A. M. Sobczyków, Warszawa
- 1984 – Zły znak, Mała Galeria ZPAF, Warszawa
- 1984 – Szalony młotek, Pracownia Dziekanka, Warszawa
- 1986 – Dzień szatana, Galeria na Ostrowie, Wrocław
- 1987 – Recital, Pracownia Dziekanka, Warszawa
- 1987 – STK, Łódź
- 1987 – Teatr Mandala, Kraków
- 1989 – Galeria Pawła Sosnowskiego, Warszawa
- 1990 – Wszystko i natychmiast, pawilon SARP, Warszawa
- 1990 – Galerie Ariadne, Wiedeń, Austria
- 1991 – Obrazy a ready made, Ośrodek Kultury Polskiej, Praga
- 1991–1992 – Koniec wieku, Galeria Appendix, Warszawa
- 1992 – BWA, Sandomierz
- 1992 – Galeria Isy Brachot, Bruksela, Belgia
- 1993 – Stockholm Art Fair, Sztokholm, Szwecja
- 1993 – Brussels Art Fair, Bruksela, Belgia
- 2008 – Ja zastrzelony przez Indian po raz drugi, Galeria Appendix2, Warszawa
- 2010 – NIE WOLNO!, 2. Mediations Biennale, Poznań
- 2012 – Symulator Totalitaryzmu, galeria Propaganda, Warszawa[37]
- 2013 – Symulator Totalitaryzmu, MCSW Elektrownia, Radom[38]
- 2015 – Moc i Piękno, The Artists House, Tel Aviv, Izrael
- 2016 – Te rzeczy dziś, galeria Propaganda, Warszawa
- 2017 – Moc i Piękno, Muzeum Fotografii, Kraków[39]
- 2017 – Zeitgeist, Museum Jerke, Recklinghausen, Niemcy[40]
- 2017 – Dlaczego jest raczej nic niż coś?, Miejski Ośrodek Sztuki, Gorzów Wielkopolski[41]
- 2019 – Całe życie jest sztuką, Przestrzeń dla Sztuki S2, Warszawa[42]
- 2021 – Przedmioty przeznaczone do stymulowania życia umysłu, czyli niewidzialne oko duszy, Galeria Sztuki Współczesnej WINDA, Kielce
- 2023 – Symulator totalitaryzmu, Mufo Muzeum Fotografii w Krakowie
- 2024 – STÄRKE UND SCHÖNHEIT/STRENGTH AND BEAUTY, Polnisches Institut Berlin, Berlin[43]
- 2024 – Porażka rozumu, MCSW „Elektrownia”, Radom[44]„Zaufaj Panu i czyń dobrze. Mieszkaj w kraju i bądź wierny”, z cyklu Psalmy, 1984, tempera na papierze, 243 × 195 cm

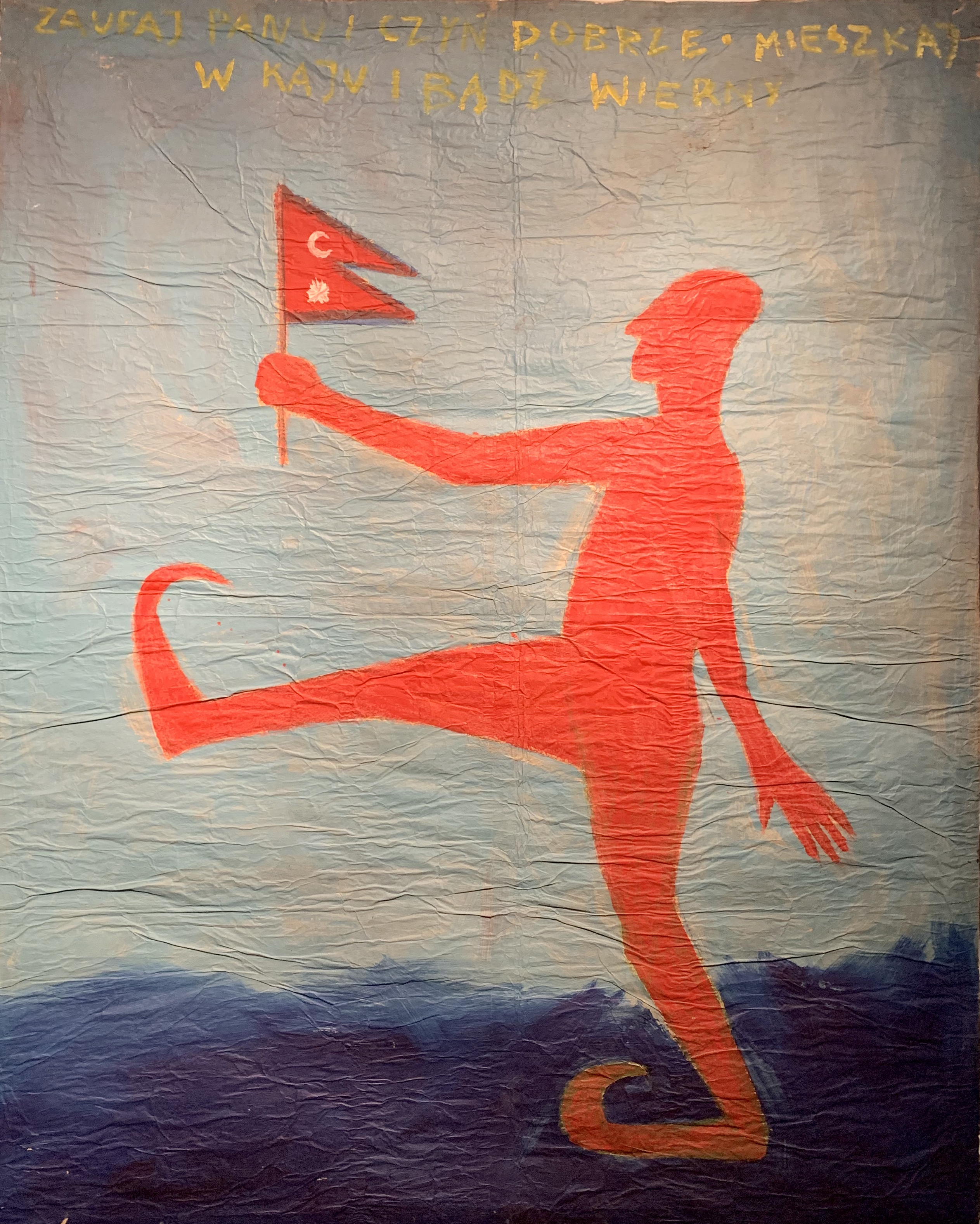
„Zaufaj Panu i czyń dobrze. Mieszkaj w kraju i bądź wierny”, z cyklu Psalmy, 1984, tempera na papierze, 243 × 195 cm

## Wystawy zbiorowe
- 1984 – Chaos, Człowiek, Absolut, Kościół Nawiedzenia Najświętszej Marii Panny, Warszawa
- 1985 – Rachunek, Galeria Forma, Warszawa
- 1985 – Przeciw złu, przeciw przemocy, kościoły: Mistrzejowice, Podkowa Leśna, Zielonka
- 1985 – Obecność, Parafia Miłosierdzia Bożego, Warszawa
- 1985 – I Biennale „Droga i prawda”, kościół św. Krzyża, Wrocław
- 1985 – Czas smutku, czas nadziei, Kościół Matki Boskiej Bolesnej, Poznań
- 1985 – I Biennale Sztuki Nowej, Zielona Góra
- 1986 – Zapisy 2, BWA, Lublin
- 1986 – Ekspresja lat 80-tych, BWA, Sopot
- 1986 – Polska Pieta, kościoły: Poznań, Wrocław
- 1986 – Świadectwo wspólnoty, Muzeum Archidiecezji Warszawskiej, Warszawa
- 1987 – Misterium męki, śmierci i zmartwychwstania Jezusa Chrystusa, Muzeum Archidiecezji Warszawskiej, Warszawa
- 1987 – II Biennale „Droga i prawda”, kościół św. Krzyża, Wrocław
- 1987 – Co słychać?, Dawne Zakłady Norblina, Warszawa
- 1988 – Na obraz i podobieństwo. Nowa ekspresja religijna, Dawne Zakłady Norblina, Warszawa
- 1989 – Uczucia, Galeria Dziekanka, Warszawa
- 1989 – Polak. Niemiec. Rosjanin, Dawne Zakłady Norblina, Warszawa
- 1990 – 1990 – Artyści dla Rzeczypospolitej, Galeria Studio, Warszawa
- 1990 – Salon letni, Muzeum Narodowe, Kraków
- 1990 – Kunst des 20 jahrhunderts aus Mittel und Osteuropa, Dorotheum, Wiedeń, Austria
- 1991 – Szkic do galerii sztuki współczesnej, Muzeum Narodowe, Warszawa
- 1991 – Cóż po artyście w czasie marnym, Zachęta, Warszawa; Muzeum Narodowe, Kraków
- 1991 – Cóż po artyście w czasie marnym, Zachęta – Narodowa Galeria Sztuki, Warszawa
- 1993 – Konfrontacje artystyczne, Ratusz Staromiejski, Toruń
- 2001 – Bieg czerwonych ludzi, Galeria Zderzak, Kraków
- 2001 – Irreligia, Atelier 340 Muzeum, Bruksela, Belgia
- 2003 – Dzieci, Artyści, ladacznice i biznesmeni, Galeria Program, Warszawa
- 2003 – Powinność i bunt. Akademia Sztuk Pięknych w Warszawie 1994-2004, Zachęta – Narodowa Galeria Sztuki, Warszawa
- 2004–2005 – Warszawa – Moskwa/ Moskwa – Warszawa 1900-2000, Zachęta, Warszawa; Państwowa Galeria Trietiakowska, Moskwa.
- 2006 – W Polsce, czyli gdzie?, CSW, Warszawa
- 2007 – Dowcip i władza sądzenia (Asteizm w Polsce), CSW, Warszawa; CSW Łaźnia, Gdańsk
- 2007 – Obraz życia, Muzeum Początków Państwa Polskiego, Gniezno
- 2007 – Zatrute źródło. Współczesna sztuka polska w pejzażu postromantycznym, Muzeum Narodowe, Szczecin; Łotewskie Narodowe Muzeum Sztuki.
- 2008 – Republika bananowa. Ekspresja lat 80., BWA Wałbrzych; Muzeum Narodowe, Szczecin; Galeria Wozownia, Toruń; Galeria Miejska Arsenał, Poznań; CSW Łaźnia, Gdańsk

- 2009 – Like a Rolling Stone, CRP, Orońsko; (Like a Rolling Stone 2) Galeria Appendix2, Warszawa
- 2009–2010 – Republika bananowa. Ekspresja lat 80., MODEM Centrum Sztuki Nowoczesnej i Współczesnej, Debrecen
- 2010 – Osiemnasta. Bitwa, która zmieniła losy świata, Pawilon na Placu Defilad, Warszawa
- 2010–2011 – Pokolenie '80. Niezależna twórczość młodych w latach 1980–1989, Muzeum Narodowe, Kraków
- 2011 – Big Boys Games, Galeria Appendix, Warszawa[37]
- 2011 – Wystawa okolicznościowa, Propaganda, Warszawa
- 2011 – THYMOS. Sztuka gniewu 1900-2011, CSW Znaki Czasu, Toruń
- 2011 – Wystawa okolicznościowa, BWA Galeria Sztuki, Olsztyn
- 2011 – Preview, Galeria Propaganda, Warszawa[37]
- 2012 – Pokolenie ’80 – Polityczny protest? Artystyczna kontestacja? Wystawa sztuki niezależnej tworzonej przez artystów, których artystyczny debiut przypadł na lata 1980–1989, Muzeum Okręgowe, Rzeszów
- 2013 – Niebieski najpiękniejszy kolor świata, galeria Propaganda, Warszawa[37]
- 2013 – Małe jest wielkie, Propaganda, Warszawa
- 2013 – Oj, dobrze już, Propaganda, Warszawa
- 2014 – Między sezonami, Propaganda, Warszawa
- 2016 – Kolekcje, Zachęta – Narodowa Galeria Sztuki, Warszawa
- 2016 – À la Flamande, Propaganda, Warszawa
- 2016 – Viennacontemporary, Marx-Halle, Wiedeń
- 2018 – Miejsce artysty, Galeria Kordegarda Narodowego Centrum Kultury, Warszawa
- 2018 – Ojczyzna w sztuce, MOCAK- Muzem Sztuki Współczesnej, Kraków
- 2019 – Kolekcje, Zachęta – Narodowa Galeria Sztuki i Centrum Rzeźby Polskiej w Orońsku, Narodowe Forum Muzyki we Wrocławiu[45]
- 2019 – Bzik tropikalny, galeria Propaganda, Warsaw Gallery Weekend, Warszawa[46]
- 2019 – Czas, Gdańska Galeria Miejska, Gdańsk[47]
- 2019 – Magmatism Pic-Nic, Chiesa dei Santi Cosma e Damiano, Wenecja, Włochy[48]
- 2019 – Nazywam się czerwień, Państwowa Galeria Sztuki, Sopot[49]
- 2019 – Duch natury i inne bajki. 20 lat Fundacji Sztuki Polskiej ING, Muzeum Śląskie, Katowice[50]
- 2019 – Nowa Figuracja – Nowa ekspresja – wystawa przedaukcyjna, DESA Unicum, Warszawa[51]
- 2019 – Antypomniki, Pałac Józefa Brandta, Centrum Rzeźby Polskiej, Orońsko[52]
- 2019 – Tell Me about Yesterday Tomorrow, Munich Documentation Centre for the History of National Socialism, Monachium, Niemcy[53]
- 2019 – II wojna światowa – dramat, symbol, trauma, MOCAK- Muzeum Sztuki Współczesnej, Kraków[54]
- 2021 – Rzeźba w poszukiwaniu miejsca - Zachęta – Narodowa Galeria Sztuki, Warszawa[55]
- 2021 – A.B.O. THEATRON. L’Arte o la Vita / Art or Life – Achille Bonito Oliva, Castello di Rivoli Museo d’Arte Contemporanea, Turyn, Włochy[56]
- 2021 – ***KU WOLNOŚCI - kolekcja Wernera Jerke, Państwowa Galeria Sztuki, Sopot[57]
- 2021 – My i psy, psy i my, Państwowa Galeria Sztuki, Sopot[58]
- 2022 – Ćwiczenia ze sztuki. Kolekcja Muzeum ASP w Warszawie, Pałac Czapskich, Warszawa[59]
- 2022 – Polityka w sztuce, MOCAK Muzeum Sztuki Współczesnej w Krakowie[60]
- 2023 – Ruchy tektoniczne. O artystycznych symptomach transformacji, Muzeum Sztuki w Łodzi[61]
- 2023 – Materializacja. Sztuka współczesna i zagłada w Polsce, NS – Dokumentationszentrum, Monachium[62]
- 2024 – Nowa Ekspresja, Znaki Czasu. Centrum Sztuki Współczesnej Toruń[63]
- 2024 – Jedzenie w sztuce, MOCAK Muzeum Sztuki Współczesnej, Kraków[64]
- 2024 –Słowa przeglądają się w sobie, Fundacja Stefana Gierowskiego, Warszawa[65]

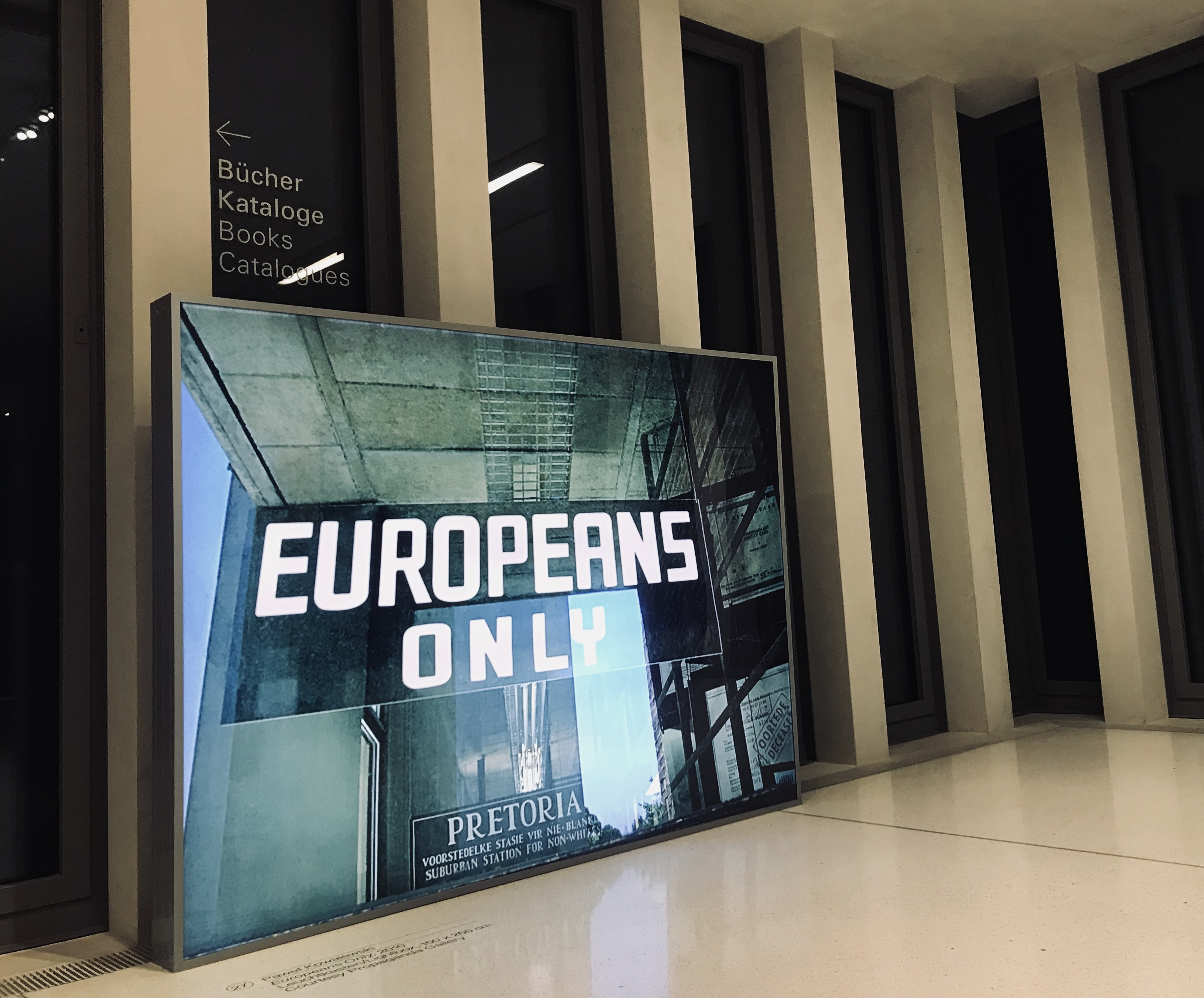
„Europeans Only”, z cyklu Nie wolno, 2012, lightbox, 150 × 200 × 12 cm, wystawa w NS-Dokumentationszentrum w Monachium

## Wystawy i akcje Gruppy
- 1983 – Las, góra, a nad górą chmura, Pracownia Dziekanka, Warszawa; BWA, Lublin
- 1984 – Matka Premiera, Teatr Kameralny, Warszawa
- 1984 – Kobieta ucieka z masłem, Pracownia Dziekanka, Warszawa
- 1985 – Uchylenie rąbka tajemnicy z tradycyjnego warsztatu malarskiego, Pracownia Dziekanka, Warszawa (I akcja)
- 1985 – Sztuka podziwu, Galeria SHS, Warszawa
- 1985 – Jak pomóc Kryszkowskiemu?, Strych, Łódź
- 1985 – Tylko dzisiaj wieczorem kochanie, BWA, Lublin
- 1985 – Rypajamawłoszard Grzykomopasoźniak Wkład w wykład vel Idź wylicz, Pracownia Dziekanka, Warszawa (II akcja)
- 1985 – Kto wodzi ten promień wodzący, Galeria Wieża, Warszawa
- 1985 – Złoto ekonomii, kadzidło sztuki, gorzka mirra polityki, Parafia Miłosierdzia Bożego, Warszawa
- 1985 – Zespół Pieśni i Tańca Ziemi Polskiej Rzeczypospolitej Ludowej, Pracownia Dziekanka, Warszawa (III akcja)
- 1986 – Twoim bohaterem hołoto jest nuda przynosząca nieszczęście, Galeria Wielka 19, Poznań
- 1986 – Niemrawy młodzian śpiewa, sztywna wiruje dziewa, Pracownia Dziekanka, Warszawa (IV akcja)
- 1987 – Gruppa Gruppen, Galeria Atrium, Sztokholm, Szwecja
- 1987 – Avanguardia polacca esposizione dell’arte indipendente polacca, Centro Direzionale Colleoni, Agrate Brianza k. Mediolanu, Włochy
- 1987 – Kuda Gierman, Gruppenkunswerke, Kassel, Niemcy
- 1988 – Rysunek na miejscu, Galeria Obraz, Poznań
- 1988 – Artysta w świątyni słów o sztuce, Galeria na Ostrowie, Wrocław
- 1988 – Utrudniają zwierzętom wypluwanie wziętych do pyska przedmiotów, Galeria DESA „Nowy Świat”, Warszawa
- 1988 – Katedra Malarstwa, Galeria Dziekanka, Warszawa (V akcja)
- 1988 – Ars aura prior, Galeria DESA „Stary Rynek”, Poznań
- 1988 – Gruppa – dokumenty, Galeria Pokaz, Warszawa
- 1989 – Lochy Manhattanu, Łódź
- 1989 – Woyzeck. (Budy? Budy to my mamy u siebie), Teatr Studyjny, Łódź
- 1991 – Gruppa – 6 dobrych błędów, Galeria Dziekanka, Warszawa
- 1992 – Gruppa 1982-1991, Galeria Zachęta, Warszawa
- 2002 – Przyznajemy się do winy, prosimy o wybaczenie, obiecujemy poprawę, Galeria Program, Warszawa
- 2013 – Oj dobrze już, galeria Propaganda, Warszawa[37]